# Finlay Christie
Pour les articles homonymes, voir Christie.

a Compétitions nationales et continentales officielles uniquement.

b Matchs officiels uniquement.
Dernière mise à jour le 10 juin 2025.
Finlay Christie, né le 19 septembre 1995 à Peebles (Écosse), est un joueur de rugby à XV international néo-zélandais, d'origine écossaise. Il évolue au poste de demi de mêlée avec les Blues en Super Rugby depuis 2020, et avec la province de Tasman en NPC depuis 2016.

## Biographie

### Jeunesse et formation
Finlay Christie est né à Peebles en Écosse, avant de vivre quelque temps à Aberdeen,. Son père travaille dans l'export et l'industrie pétrolière, tandis que sa mère est professeure. Sa famille décide ensuite d'émigrer en Nouvelle-Zélande, alors que Finlay n'est âgé que de sept ans. Il grandit dans la ville de Pukekohe, dans la banlieue d'Auckland.
D'un point de vue sportif, bien qu'il joue un peu au rugby lors de sa jeunesse, il pratique avant tout la gymnastique pendant une dizaine d'années,. Il s'implique beaucoup dans cette discipline, allant jusqu'à s'entraîner une vingtaine d'heures par semaine, et parvient à disputer une compétition avec la sélection nationale dans les catégories de jeunes,.
Il décide par la suite de mettre de côté la gymnastique afin de rejouer au rugby à XV à l'adolescence, dans le cadre de sa scolarité au Saint Kentigern College (en). Débutant, il se spécialise au poste de demi de mêlée, et joue d'abord avec l'équipe cinq de l'établissement, réservée aux joueurs de moins de 75 kg. Il n'a l'occasion de jouer avec l'équipe première que lors de sa dernière année de lycée, et n'occupe qu'un rôle de doublure pour son futur coéquipier aux Blues Sam Nock (en).
Après sa scolarité, il n'estime pas avoir un avenir dans le rugby, mais joue avec l'équipe des moins de 21 ans du club amateur de Pukekohe. Il se fait alors repérer par Tana Umaga, alors entraîneur de la province des Counties Manukau, qui l'invite l'académie de son équipe. Avec cette province, il dispute le championnat provincial des moins de 19 ans en 2014, ce qui lui permet de lancer sa carrière,.
Il part ensuite suivre des études de commerce à l'université de Canterbury à Christchurch, et continue à jouer au rugby avec l'équipe universitaire engagée dans le championnat amateur de la région de Canterbury. Après une année un peu en retrait, il s'impose comme un titulaire en puissance de l'équipe à partir de 2016. Grâce à sa bonne saison, il reçoit la médaille Hawkins, qui récompense le meilleur joueur de ce championnat,. Cette même année, il joue avec l'équipe des moins de 20 ans de la province de Canterbury.

### Débuts professionnels avec Tasman et premières expériences en Super Rugby
Grâce à ses performances au niveau amateur, Christie obtient un contrat professionnel avec la province de Tasman pour la saison 2016 de National Provincial Championship (NPC). Il joue sa première rencontre le 21 août 2016 contre Waikato, et inscrit son premier essai lors de ce match,. Lors de sa première saison, il joue dix rencontres, dont quatre titularisations, se partageant le poste avec l'expérimenté Billy Guyton (en),. Dès sa première saison avec Tasman, il est finaliste de la compétition, après une défaite contre Canterbury.
Après une saison encourageante au niveau provincial, il est recruté par la franchise des Chiefs pour disputer la saison 2017 de Super Rugby,. Originellement considéré comme le troisième demi de mêlée de l'équipe, derrière les All Blacks Tawera Kerr-Barlow et Brad Weber, et profite de la blessure du second nommé lors de la pré-saison pour entrer immédiatement dans la rotation. Il joue son premier match le 10 mars 2017 contre les Hurricanes. Sa saison est toutefois entachée d'une suspension de trois semaines, après avoir marché volontairement sur un adversaire lors d'un match contre la Western Force. Il joue un total de huit matchs au cours de la saison, tous comme remplaçant de Kerr-Barlow. La même année, il est titulaire avec sa franchise à l'occasion du match contre les Lions britanniques lors de leur tournée en Nouvelle-Zélande.
En août 2017, il signe un contrat de deux saisons avec la franchise des Hurricanes, à partir de la saison 2018. Il rejoint sa nouvelle équipe, après sa deuxième saison avec Tasman, qui s'achève à nouveau sur une finale perdue face à Canterbury. Avec les Hurricanes, il dispute seulement quatorze matchs lors de ses deux saisons au sein de l'équipe, pour cinq titularisations, à cause de la présence de l'inamovible All Black TJ Perenara.

### Titres avec Tasman et départ aux Blues
Avec Tasman, dont il est devenu le titulaire indiscutable au poste de demi de mêlée, Christie remporte le NPC pour la première fois en 2019 après avoir vaincu Wellington en finale,.
Il change à nouveau de franchise pour la saison 2020 de Super Rugby, et rejoint les Blues, basés dans la région d'Auckland où il a grandi. Ses débuts avec sa nouvelle équipe sont néanmoins tardifs, en raison d'une blessure aux cervicales l'ayant éloigné des terrains plusieurs mois, et lui faisant rater toute la saison de Super Rugby, écourtée à cause de la pandémie de Covid-19. Il fait son retour à la compétition en juin 2021, à l'occasion d'un match contre son ancienne équipe des Hurricanes lors du Super Rugby Aotearoa. Il joue ses trois premiers matchs en tant que remplaçant de Sam Nock (en), avant que ses bonnes entrées en jeu lui permettent d'être titularisé pour les quatre derniers matchs de la saison,. La qualité de ses performances attirent l'attention de la sélection écossaise, son pays de naissance, mais il décide de rester en Nouvelle-Zélande afin de privilégier un avenir international avec son pays d'adoption.
Après cette première saison complète en Super Rugby, il prend part à la rencontre entre le Nord et le Sud (en), avec l'équipe de l'île du Sud, en tant que remplaçant de Brad Weber,. Entré en seconde mi-temps, il participe à la victoire de son équipe,.
Toujours en 2020, il continue sa bonne forme avec Tasman en NPC, avec qui il remporte le championnat pour la seconde année consécutive,.
Avec les Blues, bien que ses performances l'année précédente font de lui le titulaire probable au poste de n°9, il attaque finalement la saison 2021 de Super Rugby Aotearoa dans la peau d'un remplaçant,. Au fil de la saison, il s'impose comme le titulaire du poste, avant de ne laisser que des miettes à ses concurrent pour le Super Rugby Trans-Tasman,. Il joue ainsi une part prépondérante dans la victoire de son équipe dans ce championnat, après une victoire en finale face aux Highlanders,.
En juin 2021, il est sélectionné pour la première fois avec les All Blacks par Ian Foster, afin de participer à la série de test-matchs contre les Fidji et les Tonga,. Il connaît sa première cape le 3 juillet 2021 contre les Tonga à Auckland, en tant que remplaçant. Il marque son premier essai en sélection au mois de novembre suivant, face à l'Italie.
En 2022, il est désormais le titulaire indiscutable à la mêlée pour les Blues, et participe pleinement à leur bon parcours en championnat,. Son équipe échoue cependant en finale de la compétition face aux Crusaders, Christie marquant le seul essai de son équipe.
En 2023, il est retenu dans le groupe néo-zélandais sélectionné pour disputer la Coupe du monde en France. Se partageant le rôle de doublure de Aaron Smith avec Cam Roigard, il dispute quatre matchs comme remplaçant lors de la compétition,. Les All Blacks terminent deuxième du tournoi, après un échec en finale face à l'Afrique du Sud.

## Statistiques

### En équipe nationale
Au 10 juin 2025, Finlay Christie compte 23 sélections dont 5 titularisations avec l'équipe de Nouvelle-Zélande, et un essai marqué, soit cinq points. Avec les All Blacks, il dispute une Coupe du monde en 2023. Il participe à trois éditions du Rugby Championship, en 2021, 2022 et 2023.

## Palmarès

### En club
- Vainqueur du Super Rugby Trans-Tasman en 2021 avec les Blues.
- Finaliste du Super Rugby en 2022 avec les Blues.

- Vainqueur du National Provincial Championship en 2019 et 2020 avec Tasman.
- Finaliste du National Provincial Championship en 2016 et 2017 avec Tasman.

### En équipe nationale
- Vainqueur du Rugby Championship en 2021, 2022 et 2023.
- Finaliste de la Coupe du monde en 2023.